# Ганьковичі
Ганько́вичі — село в Україні, у Яворівському районі Львівської області. Населення становить 188 осіб. Орган місцевого самоврядування - Шегинівська сільська рада.

## Духовне життя
У селі є церква Покрови Пресвятої Богородиці. Належить парафії ПЦУ.